# Franz Alt (Mathematiker)
Franz Leopold Alt (* 30. November 1910 in Wien; † 21. Juli 2011 in New York City) war ein US-amerikanischer Mathematiker österreichischer Herkunft. Er gilt als einer der Pioniere der Informatik.

## Biographie
Franz Alt wuchs als Sohn einer säkularen jüdischen Familie in Wien auf, maturierte im Gymnasium Stubenbastei 1928 und promovierte 1932 in Mathematik an der Universität Wien bei Karl Menger mit der Schrift Metrische Definition der Krümmung einer Kurve. Seine Forschungsgebiete umfassten mengentheoretische Topologie und logische Grundlagen der Geometrie.
Er verließ Österreich nach dem „Anschluss“ an Deutschland im Jahr 1938 und siedelte in die USA um. Als begabter Skifahrer diente er im Zweiten Weltkrieg in der 10. US-Gebirgsdivision und erreichte den Rang eines Second Lieutenants. Nach dem Krieg arbeitete er am ENIAC, einem Universalrechner und einem der ersten Computer überhaupt, sowie an weiteren Computerprojekten der US Army. Er wechselte anschließend zum National Institute of Standards and Technology, bevor er seine Karriere am American Institute of Physics fortsetzte.
Alt ist einer der Gründer der Association for Computing Machinery (ACM), der ersten wissenschaftlichen Gesellschaft für Informatik, die 1947 gegründet wurde. Von 1950 bis 1952 stand er ihr als Präsident vor. Er schrieb zudem eines der ersten Bücher über digitale Computer, Electronic Digital Computers (Academic Press, 1958).
Nach seiner Pensionierung im Jahre 1973 engagierte sich Alt in zahlreichen Friedens- und Umweltinitiativen. 1994 wurde er zu einem Fellow der ACM ernannt.

## Auszeichnungen
Am 8. Mai 2007 wurde ihm vom österreichischen Bundeskanzler Alfred Gusenbauer das Österreichische Ehrenkreuz für Wissenschaft und Kunst I. Klasse überreicht.